# Норкис Батиста
Норкис Батиста (на испански: Norkys Yelitza Batista Villarroel, Норкис Йелица Батиста Виляроел) е известна венецуелска филмова актриса.

## Биография
Родена е на 30 август 1977 г. в столицата на Венецуела Каракас.
Кариерата ѝ започва като модел. Неин приятел, собственик на агенция, я кани да участва в реклама.
През 1999 г. участва в конкурса Мис Венецуела. Там е една от трите финалистки и печели наградата Мис Венецуела чувствителност. В Уругвай печели и конкурса Мис Атлантически океан.
За кратко време се превръща в една от най-харесваните латиноактриси. Първата ѝ роля е в сериала „Чудото на Хуана“. Там се въплъщава в ролята на Дезире. След дебюта си участва в сериала „Моя сладка Валентина“. Героинята ѝ Чики Лоренс е модел. През 2004 г. идва и първата ѝ главна роля. Тя е в сериала „Шеметната Анастасия“. В него играе три героини – три сестри тризначки: Анастасия, Александра и Каталина. През 2005 г. се снима в „Търси се г-н Перфектен“. По време на снимките е бременна с първото си дете. На 20 януари 2006 година става майка на момченце. Кръщава го Себастиян. Той става най-малкият актьор, след като се снима заедно с майка си в „Търси се г-н Перфектен“.